# DJ Disciple
DJ Disciple nascido David Banks (Brooklin, Nova Iorque) é um DJ e produtor estadunidense. Em 2002, bateu o número 1 no Hot Dance Club Play com  Caught Up. David começou cedo a mexer nas pick-ups, seu pai e seu irmão também eram músicos. Seu pai tocava piano, e seu irmão tocava baixo.